# Rhamphococcyx calyorhynchus
Phaenicophaeus calyorhynchus là một loài chim trong họ Cuculidae.

## Tham khảo

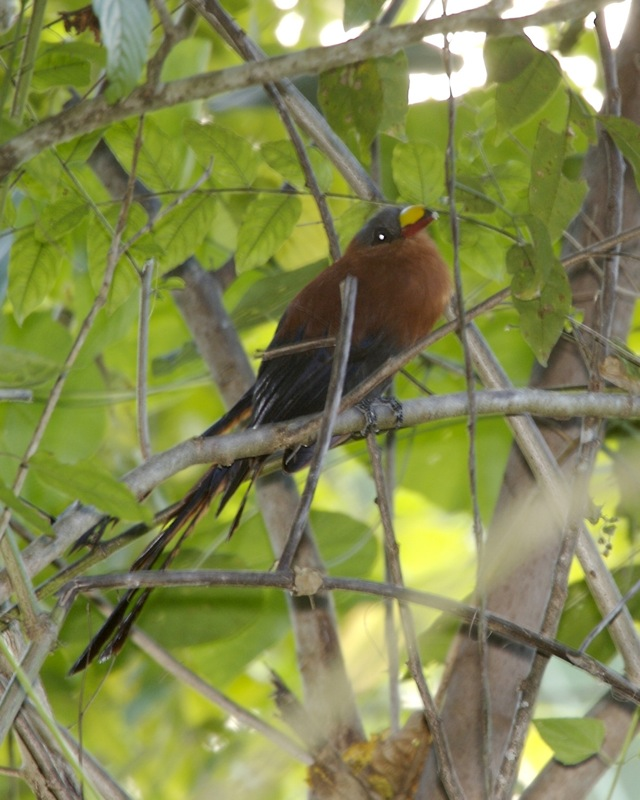